# 1956 v dopravě
Tento článek obsahuje seznam událostí souvisejících s dopravou, které proběhly roku 1956.

## Duben
- 22. dubna

 V Opavě byl ukončen provoz tramvají.

## Červenec
- 26. července

 Egypt zestátnil Suezský kanál a vyvolal tím suezskou krizi.

## Srpen
- 13. srpna

 V Missouri začala výstavba prvního úseku dálniční sítě Interstate Highway System.